# 苏州市第三中学校
苏州市第三中学校，现有三个校区：南校区（高中部）位于狮子林西，东校区为初中部，西校区为平江中学。

## 学校称号
- 江苏省四星级学校
- 江苏省重点中学
- 全国现代教育技术实验学校
- 中央教科所外国语实验学校
- 南京大学外国语学院牛津英语实验教材试验基地
- 南京航空航天大学优秀生源基地
- 江苏科技大学、南京工程学院和江苏大学生源基地
- 北京外国语大学外研室和苏州大学外语教学实验基地。

## 历史
- 1906  -1937    晏成中学[2][3]
  - 1906年，美国南浸信会西差会创办浸会小学[4]
  - 1909年，迁至临顿路谢衙前，增设中学部
  - 1913年，改称晏成中学
- 1907  -1937    慧灵女中[2][3]
  - 1907年，美国南浸信会西差会创办慧灵小学
  - 1911年，迁至临顿路谢衙前，改称慧灵女中
- 1938  -1941    浸会联中
  - 1938年，日军占领下的苏州晏成中学和慧灵女中合并成为浸会联中
- 1945  -1952    晏成中学/慧灵女中
- 1952.8-1952.12 晏成慧灵中学
- 1953.1-1966    苏州市第三中学
- 1967.1-1971    红旗中学/林机中学
- 1971  -        苏州市第三中学
  - 1996年，成立国有民办公助平江中学
  - 1996年7月与苏州市第三十九中学合并
  - 2003年5月与苏州市第二十一中学合并
  - 2006年与苏州市一初中合并[5]

## 著名校友
- 中国神舟五号指挥部顾问、中国工程院院士、国际宇航院院士王礼恒教授[6]
- 骨髓移植之父、中国工程院院士陆道培教授
- 中国科学院院士、遗传育种专家戴恩松[7]
- 中国科学院院士、岩石专家王德滋[7]
- 中国工程院院士、舰船研究设计专家潘镜芙[8]
- 中国工程院院士、钢铁冶金专家殷瑞钰[8]
- 中国工程院和科学院院士、国际欧亚科学院院士、著名摄影测量与遥感专家张祖勋[7][8]